# Voyelle mi-ouverte centrale non arrondie
La voyelle mi-ouverte (ou moyenne inférieure) centrale non arrondie est une voyelle utilisée dans certaines langues. Son symbole dans l'alphabet phonétique international est [ɜ], et son équivalent en symbole X-SAMPA est 3.
Le symbole API est un epsilon inversé, qu'il ne faut pas confondre avec le chiffre « 3 » (trois).

## Caractéristiques
- Son degré d'aperture est mi-ouvert, ce qui signifie que la langue est positionnée aux deux-tiers du chemin entre une voyelle ouverte et une voyelle moyenne.
- Son point d'articulation est central, ce qui signifie que la langue est placée au milieu de la bouche, à mi-chemin entre une voyelle postérieure et une voyelle antérieure.
- Son caractère de rondeur est non arrondi, ce qui signifie que les lèvres ne sont pas arrondies.

## Langues
- Français du Missouri
- Anglais : fur [fɜ̝ː] « fourrure »
- Paicî : [mbʷɜ̄] « reste »